# Кабаново (Тверская область)
Кабаново — деревня в Конаковском районе Тверской области. Входит в состав сельского поселения «Завидово».

## География
Находится в юго-восточной части Тверской области на расстоянии приблизительно 18 км на юго-запад по прямой от районного центра города Конаково на левом берегу речки Дойбица.

## История
Известна с 1624 года. В 1859 году здесь (территория Клинского уезда Московской губернии) было учтено 53 двора в Большом Кабанове и 48 в Малом.

## Население
Численность населения: 337 и 441 человек в Большом и Малом Кабаново соответственно (1859 год), 20 (русские 100 %) в 2002 году, 17 в 2010.